# Guy Audenaert
Guy Audenaert (1966) is een Belgisch dirigent, muziekpedagoog, eufoniumspeler en tubaïst.

## Levensloop
Audenaert kreeg op veertienjarige leeftijd lessen op de bariton van Jozef Matthessen. Aansluitend schakelde hij over op eufonium en kreeg lessen bij Leo Verheyen aan de Stedelijke Muziekacademie "Jozef Pauly" te Ekeren. Hij studeerde aan het Koninklijk Vlaams Conservatorium te Antwerpen onder andere bij Theo Mertens (kamermuziek) en Norbert Van Der Jeught (tuba). Daarna voltooide hij zijn studies aan het Koninklijk Conservatorium te Brussel onder andere bij Arie Van Lysebeth (kamermuziek) en Karel Van Wynendaele (tuba).
In 1984 werd hij tubaïst bij het voormalige BRT-Filharmonisch Orkest en een jaar later wisselde hij aan het Symfonisch orkest van de Vlaamse Opera, waar hij tot 2002 verbleef. Van 2002 tot 2004 was hij lid van het Symfonieorkest Vlaanderen. Hij werkte ook in kleinere ensembles mee, zoals Sonore koperkwintet, Gabriëli Koperkwintet, The Art of Brass, koperkwintet van de Koninklijke Muntschouwburg, het kwintet van deFilharmonie, het Festal Brass Ensemble, het Theo Mertens Koperensemble, Belgian Brass Soloists en het Beaux-Arts Brass Quintet. Als tubaïst was hij ook te gast bij het Symfonieorkest van de Koninklijke Muntschouwburg, deFilharmonie, I Fiamminghi, het Rotterdams Philharmonisch Orkest en het Orkest van het Mariinskitheater.
Audenaert was 2001 tot 2007 docent tuba en saxhoorn aan het Koninklijk Conservatorium te Gent.
Ook in de brassband-wereld is Audenaert geen onbekende. Hij speelde solo-eufonium bij de Brass Band Sonevole te Kapellen en de Brass Band Terpsichore te Londerzeel. Aansluitend speelde hij in de Brass Band Midden-Brabant.
Als dirigent was hij tien jaar verbonden aan de Koninklijke Liberale Fanfare "De XXXIV" uit Kapellen. Audenaert is verder dirigent van de Fanfare De Lindekring Zoersel.
In oktober 2000 was hij oprichter van de Metropole Brass Band waarvan hij tot de stopzetting in 2012 ook de dirigent was.